# Budynek dawnej stajni pałacowych (amerykańskich) w Krzeszowicach

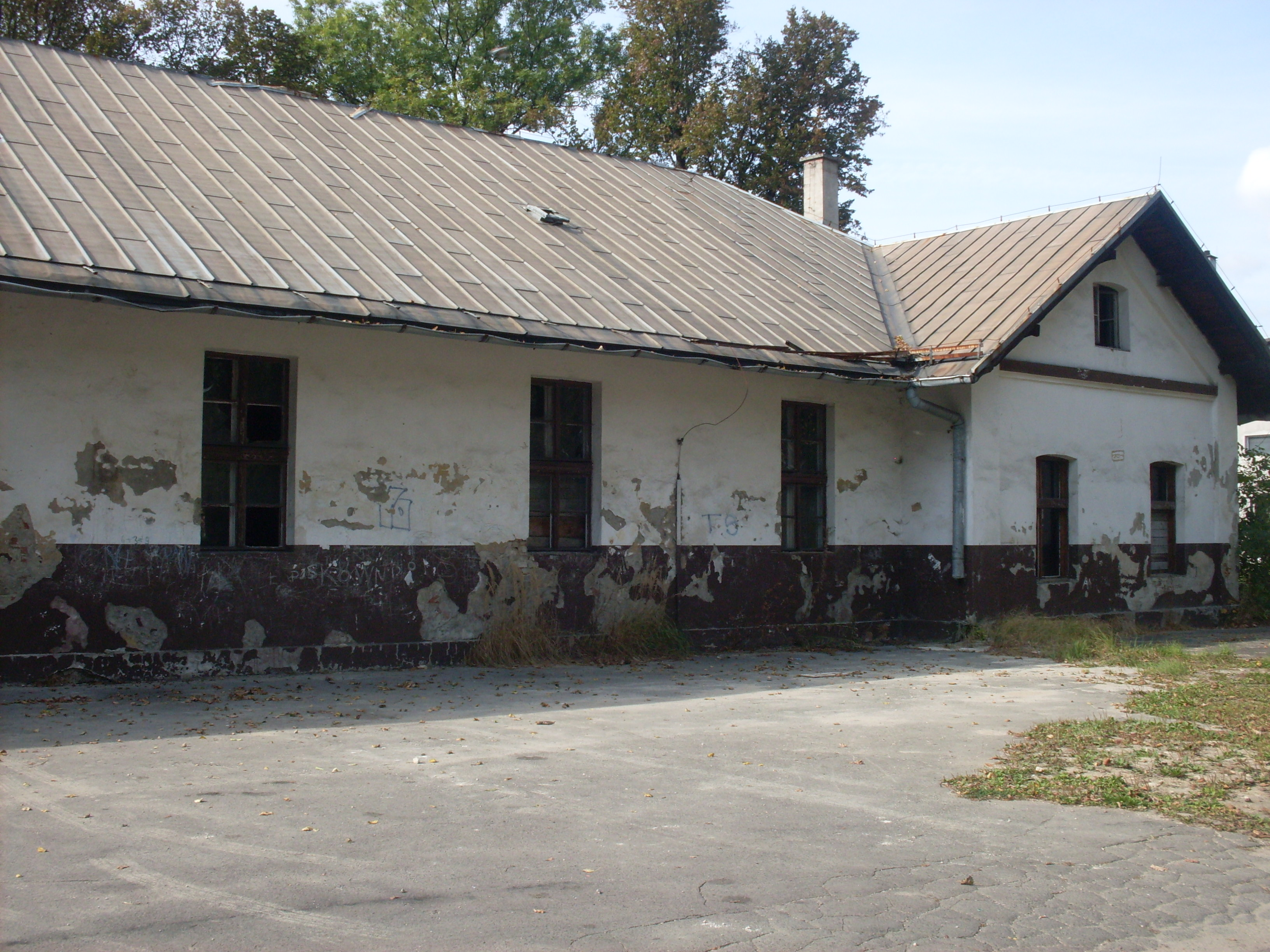
Dawne stajnie koni amerykańskich Potockich przy ul. Zagrody w Krzeszowicach

Budynek dawnej stajni pałacowych (amerykańskich) w Krzeszowicach – budynek  stajni w Krzeszowicach, przy ul. Zagrody 6. Obok znajdował się hipodrom z końca XIX w.
Obecnie zniszczony długi prostokątny, murowany, parterowy budynek stajni amerykańskich, do początku lat 90. XX w. znajdował się tu dom dziecka oraz internat szkolny, a do końca XX w. istniały w nim m.in. warsztaty miejscowego byłego Technikum Przemysłu Drzewnego oraz sale lekcyjne Liceum Handlowego. Obecnie obok stajni znajdują się budynki z mieszkaniami komunalnymi.